# Leucocoryne appendiculata
Leucocoryne appendiculata är en amaryllisväxtart som beskrevs av Rodolfo Amando Philippi. Leucocoryne appendiculata ingår i släktet Leucocoryne och familjen amaryllisväxter. Inga underarter finns listade i Catalogue of Life.